# Thrypticomyia apicalis apicalis
Thrypticomyia apicalis là một phân loài ruồi của loài Thrypticomyia apicalis trong họ Limoniidae. Chúng phân bố ở miền Ấn Độ - Mã Lai.